# Opika von Méray Horváth
Opika von Méray Horváth, in Ungarn als Méray-Horváth Zsófia bekannt, (* 30. Dezember 1889 in Arad, Österreich-Ungarn; † 25. April 1977 in Budapest) war eine ungarische Eiskunstläuferin, die im Einzellauf startete. Sie ist die Weltmeisterin von 1912 bis 1914.
Von Méray Horváth wurde im Banat in eine intellektuelle Familie hineingeboren. Sie war Mitglied im Budapesti Korcsolyázó Egylet (Eiskunstlaufverein von Budapest). Sie war die zweite ungarische Weltklasseeiskunstläuferin, nach Lily Kronberger.
Bei der Weltmeisterschaft 1911 in Wien wurde sie beim letzten Titelgewinn von Kronberger Zweite. Es war der erste Doppelsieg für eine Nation in der Damenkonkurrenz bei Eiskunstlauf-Weltmeisterschaften. Danach konnte von Méray Horváth den Titel dreimal in Folge erringen. 1912 gewann sie in Davos vor der Britin Dorothy Greenhough-Smith, 1913 in Stockholm vor der Britin Phyllis Johnson und 1914 in St. Moritz vor der Österreicherin Angela Hanka. Der Erste Weltkrieg beendete ihre Karriere. Später arbeitete sie als Sprachlehrerin.

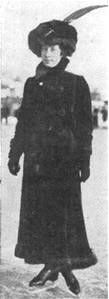
Opika von Méray Horváth

## Ergebnisse
| Wettbewerb / Jahr   | 1911 | 1912 | 1913 | 1914 |
| ------------------- | ---- | ---- | ---- | ---- |
| Weltmeisterschaften | 2.   | 1.   | 1.   | 1.   |